# 小心
| ウィキペディアには「小心」という見出しの百科事典記事はありません（タイトルに「小心」を含むページの一覧/「小心」で始まるページの一覧）。 代わりにウィクショナリーのページ「小心」が役に立つかもしれません。 |